# جيب سيني
الجَيب السِينيّ والمعروف أيضًا باسم الجزء السيني (بالإنجليزية:  pars sigmoid)‏ هو جيب وريدي داخل الجمجمة يستقبل الدم من الجيب الوريدي الجفاوي الخلفية.

## الوظيفة
يتلقى الجيب السينيّ الدم من الجيب المستعرض، والتي تتلقى الدم من الجانب الخلفي للجمجمة. على طول مساره، يستقبل الجيب السينيّ أيضًا الدم من الأوردة الدمخيّة والأوردة المخيخية والأوردة خلال اللوحتين والأوردة المشبرية. :795

## روابط خارجية
- http://neuroangio.org/venous-brain-anatomy/venous-sinuses